# Élections cantonales de 1992 dans le Val-de-Marne
Les élections cantonales ont eu lieu les 22 et 29 mars 1992.
Lors de ces élections, 25 des 49 cantons du Val-de-Marne ont été renouvelés. Elles ont vu la reconduction de la majorité communiste dirigée par Michel Germa, président du conseil général depuis 1976.

## Résultats à l’échelle du département
Répartition départementale des résultats (2e tour).
- PCF (22,62 %)
- PS (16,93 %)
- Majorité (1,48 %)
- RPR (22,32 %)
- UDF (20,64 %)
- DVD (8,41 %)
- FN (7,59 %)

| Étiquette      | Étiquette                          | Premier tour | Premier tour | Second tour | Second tour | Sièges |
| Étiquette      | Étiquette                          | Voix         | %            | Voix        | %           | Sièges |
| -------------- | ---------------------------------- | ------------ | ------------ | ----------- | ----------- | ------ |
|                | Parti communiste français          | 47 112       | 21,18        | 31 056      | 22,62       | 11     |
|                | Parti socialiste                   | 34 566       | 15,54        | 23 246      | 16,93       | 5      |
|                | Extrême gauche                     | 1 350        | 0,61         |             |             |        |
|                | Majorité présidentielle            | 1 194        | 0,54         | 2 037       | 1,48        | 0      |
| Gauche         | Gauche                             | 84 222       | 37,87        | 54 302      | 39,55       | 16     |
|                |                                    |              |              |             |             |        |
|                | Rassemblement pour la République   | 35 885       | 16,13        | 30 650      | 22,32       | 3      |
|                | Front national                     | 31 476       | 14,15        | 10 424      | 7,59        | 0      |
|                | Union pour la démocratie française | 28 931       | 13,01        | 28 334      | 20,64       | 4      |
|                | Divers droite                      | 10 773       | 4,84         | 11 552      | 8,41        | 2      |
| Droite         | Droite                             | 107 065      | 48,13        | 80 960      | 58,96       | 9      |
|                |                                    |              |              |             |             |        |
|                | Les Verts                          | 16 802       | 7,55         |             |             |        |
|                | Génération écologie                | 14 327       | 6,44         |             |             |        |
| Écologistes    | Écologistes                        | 31 129       | 13,99        |             |             |        |
|                |                                    |              |              |             |             |        |
| Inscrits       | Inscrits                           | 347 141      | 100,00       | 273 884     | 100,00      |        |
| Abstention     | Abstention                         | 117 387      | 33,82        | 123 500     | 45,09       |        |
| Votants        | Votants                            | 229 754      | 66,18        | 150 384     | 54,91       |        |
| Blancs et nuls | Blancs et nuls                     | 7 338        | 3,19         | 13 085      | 8,70        |        |
| Exprimés       | Exprimés                           | 222 416      | 96,81        | 137 299     | 91,30       |        |

## Résultats par canton

### Canton d'Alfortville-Sud
| Candidats      | Candidats             | Étiquette      | Premier tour | Premier tour | Second tour | Second tour |
| Candidats      | Candidats             | Étiquette      | Voix         | %            | Voix        | %           |
| -------------- | --------------------- | -------------- | ------------ | ------------ | ----------- | ----------- |
|                | Jean-Pierre Moranchel | PS             | 1 962        | 32,71        | 2 600       | 56,07       |
|                | Serge Franceschi      | PS             | 1 194        | 19,91        | 2 037       | 43,93       |
|                | Alexandre Le Corfec   | RPR            | 832          | 13,87        |             |             |
|                | Michel Maraux         | FN             | 732          | 12,20        |             |             |
|                | Serge Hulot           | PCF            | 510          | 8,50         |             |             |
|                | Maurice Thomas        | GE             | 400          | 6,67         |             |             |
|                | Catherine Brodard     | Verts          | 368          | 6,14         |             |             |
|                |                       |                |              |              |             |             |
| Inscrits       | Inscrits              | Inscrits       | 9 167        | 100,00       | 9 168       | 100,00      |
| Abstention     | Abstention            | Abstention     | 2 965        | 32,34        | 3 882       | 42,34       |
| Votants        | Votants               | Votants        | 6 202        | 67,66        | 5 286       | 57,66       |
| Blancs et nuls | Blancs et nuls        | Blancs et nuls | 204          | 3,29         | 649         | 12,28       |
| Exprimés       | Exprimés              | Exprimés       | 5 998        | 96,71        | 4 637       | 87,72       |

### Canton d'Arcueil
| Candidats      | Candidats          | Étiquette      | Premier tour | Premier tour | Second tour | Second tour |
| Candidats      | Candidats          | Étiquette      | Voix         | %            | Voix        | %           |
| -------------- | ------------------ | -------------- | ------------ | ------------ | ----------- | ----------- |
|                | Marcel Trigon*     | PCF            | 3 740        | 39,39        | 4 623       | 58,84       |
|                | Patrick Monange    | RPR            | 2 035        | 21,43        | 3 234       | 41,16       |
|                | Alain Geismar      | PS             | 1 024        | 10,78        |             |             |
|                | Serge Lewisch      | GE             | 901          | 9,49         |             |             |
|                | Francine Segrestaa | Verts          | 713          | 7,51         |             |             |
|                |                    |                |              |              |             |             |
| Inscrits       | Inscrits           | Inscrits       | 15 112       | 100,00       | 15 107      | 100,00      |
| Abstention     | Abstention         | Abstention     | 5 247        | 34,72        | 6 643       | 43,97       |
| Votants        | Votants            | Votants        | 9 865        | 65,28        | 8 464       | 56,03       |
| Blancs et nuls | Blancs et nuls     | Blancs et nuls | 369          | 3,74         | 607         | 7,17        |
| Exprimés       | Exprimés           | Exprimés       | 9 496        | 96,26        | 7 857       | 92,83       |

*sortant

### Canton de Bonneuil-sur-Marne
| Candidats      | Candidats       | Étiquette      | Premier tour | Premier tour | Second tour | Second tour |
| Candidats      | Candidats       | Étiquette      | Voix         | %            | Voix        | %           |
| -------------- | --------------- | -------------- | ------------ | ------------ | ----------- | ----------- |
|                | Bernard Ywanne* | PCF            | 2 349        | 49,26        | 2 664       | 64,64       |
|                | Alain Sarembaud | DVD            | 850          | 17,82        | 1 457       | 35,36       |
|                | Alain Richard   | FN             | 605          | 12,69        |             |             |
|                | Jean-Pierre Cot | PS             | 361          | 7,57         |             |             |
|                | Sylvain Maresia | Verts          | 336          | 7,05         |             |             |
|                |                 |                |              |              |             |             |
| Inscrits       | Inscrits        | Inscrits       | 7 523        | 100,00       | 7 523       | 100,00      |
| Abstention     | Abstention      | Abstention     | 2 570        | 34,16        | 3 216       | 42,75       |
| Votants        | Votants         | Votants        | 4 953        | 65,84        | 4 307       | 57,25       |
| Blancs et nuls | Blancs et nuls  | Blancs et nuls | 184          | 3,71         | 186         | 4,32        |
| Exprimés       | Exprimés        | Exprimés       | 4 769        | 96,29        | 4 121       | 95,68       |

*sortant

### Canton de Cachan
| Candidats      | Candidats            | Étiquette      | Premier tour | Premier tour | Second tour | Second tour |
| Candidats      | Candidats            | Étiquette      | Voix         | %            | Voix        | %           |
| -------------- | -------------------- | -------------- | ------------ | ------------ | ----------- | ----------- |
|                | Patrice Hernu*       | PS             | 2 675        | 31,03        | 3 802       | 53,65       |
|                | Serge Dubreuil       | RPR            | 2 313        | 26,83        | 3 285       | 46,35       |
|                | Jean-Louis Desbordes | FN             | 1 243        | 14,42        |             |             |
|                | Marc Nectar          | PCF            | 865          | 10,03        |             |             |
|                | Françoise Ballanger  | Verts          | 800          | 9,28         |             |             |
|                | Corinne d'Allens     | GE             | 726          | 8,42         |             |             |
|                |                      |                |              |              |             |             |
| Inscrits       | Inscrits             | Inscrits       | 13 049       | 100,00       | 13 051      | 100,00      |
| Abstention     | Abstention           | Abstention     | 4 131        | 31,66        | 5 480       | 41,99       |
| Votants        | Votants              | Votants        | 8 918        | 68,34        | 7 571       | 58,01       |
| Blancs et nuls | Blancs et nuls       | Blancs et nuls | 296          | 3,32         | 484         | 6,39        |
| Exprimés       | Exprimés             | Exprimés       | 8 622        | 96,68        | 7 087       | 93,61       |

*sortant

### Canton de Champigny-sur-Marne-Centre
| Candidats      | Candidats          | Étiquette      | Premier tour | Premier tour | Second tour | Second tour |
| Candidats      | Candidats          | Étiquette      | Voix         | %            | Voix        | %           |
| -------------- | ------------------ | -------------- | ------------ | ------------ | ----------- | ----------- |
|                | Maurice Ouzoulias* | PCF            | 3 134        | 37,88        | 3 962       | 55,00       |
|                | François Messina   | UDF            | 2 086        | 25,21        | 3 241       | 45,00       |
|                | Didier Delmas      | FN             | 1 174        | 14,19        |             |             |
|                | Jacques Hersant    | PS             | 663          | 8,01         |             |             |
|                | Danièle Raabe      | Verts          | 544          | 6,58         |             |             |
|                | Evelyne Perrin     | GE             | 447          | 5,40         |             |             |
|                | Pierre Monnier     | DVD            | 162          | 1,96         |             |             |
|                | Emile Carriere     | DVD            | 63           | 0,76         |             |             |
|                |                    |                |              |              |             |             |
| Inscrits       | Inscrits           | Inscrits       | 13 163       | 100,00       | 13 163      | 100,00      |
| Abstention     | Abstention         | Abstention     | 4 638        | 35,24        | 5 593       | 42,49       |
| Votants        | Votants            | Votants        | 8 525        | 64,76        | 7 570       | 57,51       |
| Blancs et nuls | Blancs et nuls     | Blancs et nuls | 252          | 2,96         | 367         | 4,85        |
| Exprimés       | Exprimés           | Exprimés       | 8 273        | 97,04        | 7 203       | 95,15       |

*sortant

### Canton de Charenton-le-Pont
| Candidats      | Candidats        | Étiquette      | Premier tour | Premier tour | Second tour | Second tour |
| Candidats      | Candidats        | Étiquette      | Voix         | %            | Voix        | %           |
| -------------- | ---------------- | -------------- | ------------ | ------------ | ----------- | ----------- |
|                | Louis Manchon*   | UDF            | 5 948        | 46,25        | 6 731       | 68,92       |
|                | Yves Dorion      | PS             | 1 975        | 15,36        | 3 035       | 31,08       |
|                | Maurice Gilbert  | FN             | 1 846        | 14,35        |             |             |
|                | Marie-Odile Bich | GE             | 1 231        | 9,57         |             |             |
|                | Daniel Formentin | Verts          | 1 131        | 8,79         |             |             |
|                | Pierre Fanjaux   | PCF            | 730          | 5,68         |             |             |
|                |                  |                |              |              |             |             |
| Inscrits       | Inscrits         | Inscrits       | 20 195       | 100,00       | 20 193      | 100,00      |
| Abstention     | Abstention       | Abstention     | 6 930        | 34,32        | 9 623       | 47,66       |
| Votants        | Votants          | Votants        | 13 265       | 65,68        | 10 570      | 52,34       |
| Blancs et nuls | Blancs et nuls   | Blancs et nuls | 404          | 3,05         | 804         | 7,61        |
| Exprimés       | Exprimés         | Exprimés       | 12 861       | 96,95        | 9 766       | 92,39       |

*sortant

### Canton de Chennevières-sur-Marne
| Candidats      | Candidats             | Étiquette      | Premier tour | Premier tour | Second tour | Second tour |
| Candidats      | Candidats             | Étiquette      | Voix         | %            | Voix        | %           |
| -------------- | --------------------- | -------------- | ------------ | ------------ | ----------- | ----------- |
|                | Lucien Lavigne        | DVD            | 2 059        | 34,99        | 3 171       | 72,46       |
|                | Jean-Pierre Schénardi | FN             | 1 134        | 19,27        | 1 205       | 27,54       |
|                | Claudio Leonardi      | PS             | 870          | 14,79        |             |             |
|                | Jean-Claude Roux      | DVD            | 547          | 9,30         |             |             |
|                | Léo Dayan             | Verts          | 504          | 8,57         |             |             |
|                | Philippe Chrétien     | PCF            | 439          | 7,46         |             |             |
|                | Paulette Benard       | GE             | 331          | 5,63         |             |             |
|                |                       |                |              |              |             |             |
| Inscrits       | Inscrits              | Inscrits       | 9 205        | 100,00       | 9 205       | 100,00      |
| Abstention     | Abstention            | Abstention     | 3 096        | 33,63        | 4 190       | 45,52       |
| Votants        | Votants               | Votants        | 6 109        | 66,37        | 5 015       | 54,48       |
| Blancs et nuls | Blancs et nuls        | Blancs et nuls | 225          | 3,68         | 639         | 12,74       |
| Exprimés       | Exprimés              | Exprimés       | 5 884        | 96,32        | 4 376       | 87,26       |

### Canton de Chevilly-Larue
| Candidats      | Candidats                | Étiquette      | Premier tour | Premier tour |
| Candidats      | Candidats                | Étiquette      | Voix         | %            |
| -------------- | ------------------------ | -------------- | ------------ | ------------ |
|                | Guy Pettenati*           | PCF            | 4 067        | 51,01        |
|                | Michel Pierre            | RPR            | 1 816        | 22,78        |
|                | Pierre Petit             | FN             | 896          | 11,24        |
|                | Raymond Gene de Cucurull | GE             | 630          | 7,90         |
|                | Isabelle Robineau        | PS             | 564          | 7,07         |
|                |                          |                |              |              |
| Inscrits       | Inscrits                 | Inscrits       | 11 540       | 100,00       |
| Abstention     | Abstention               | Abstention     | 3 316        | 28,73        |
| Votants        | Votants                  | Votants        | 8 224        | 71,27        |
| Blancs et nuls | Blancs et nuls           | Blancs et nuls | 251          | 3,05         |
| Exprimés       | Exprimés                 | Exprimés       | 7 973        | 96,95        |

*sortant

### Canton de Choisy-le-Roi
| Candidats      | Candidats         | Étiquette      | Premier tour | Premier tour | Second tour | Second tour |
| Candidats      | Candidats         | Étiquette      | Voix         | %            | Voix        | %           |
| -------------- | ----------------- | -------------- | ------------ | ------------ | ----------- | ----------- |
|                | Hélène Luc*       | PCF            | 3 521        | 30,87        | 5 072       | 51,74       |
|                | Roland Patrzynski | RPR            | 2 753        | 24,13        | 4 731       | 48,26       |
|                | Michel Ducote     | FN             | 1 824        | 15,99        |             |             |
|                | David Bohbot      | PS             | 1 796        | 15,74        |             |             |
|                | Michel Carre      | Verts          | 825          | 7,23         |             |             |
|                | Sophie Thevenot   | EXG            | 688          | 6,03         |             |             |
|                |                   |                |              |              |             |             |
| Inscrits       | Inscrits          | Inscrits       | 18 550       | 100,00       | 18 550      | 100,00      |
| Abstention     | Abstention        | Abstention     | 6 751        | 36,39        | 8 132       | 43,84       |
| Votants        | Votants           | Votants        | 11 799       | 63,61        | 10 418      | 56,16       |
| Blancs et nuls | Blancs et nuls    | Blancs et nuls | 392          | 3,32         | 615         | 5,90        |
| Exprimés       | Exprimés          | Exprimés       | 11 407       | 96,68        | 9 803       | 94,10       |

*sortant

### Canton de Créteil-Ouest
| Candidats      | Candidats              | Étiquette      | Premier tour | Premier tour | Second tour | Second tour |
| Candidats      | Candidats              | Étiquette      | Voix         | %            | Voix        | %           |
| -------------- | ---------------------- | -------------- | ------------ | ------------ | ----------- | ----------- |
|                | Christian Fournier     | PS             | 2 690        | 32,49        | 3 499       | 51,90       |
|                | Jean-Claude Attuel     | UDF            | 2 243        | 27,09        | 3 243       | 48,10       |
|                | Jacques Thibault       | FN             | 1 162        | 14,04        |             |             |
|                | Michaël Justaume       | GE             | 768          | 9,28         |             |             |
|                | Corinne Martin         | PCF            | 737          | 8,90         |             |             |
|                | Frédéric Quoniam-Barre | Verts          | 679          | 8,20         |             |             |
|                |                        |                |              |              |             |             |
| Inscrits       | Inscrits               | Inscrits       | 14 058       | 100,00       | 14 058      | 100,00      |
| Abstention     | Abstention             | Abstention     | 5 463        | 38,86        | 6 796       | 48,34       |
| Votants        | Votants                | Votants        | 8 595        | 61,14        | 7 262       | 51,66       |
| Blancs et nuls | Blancs et nuls         | Blancs et nuls | 316          | 3,68         | 520         | 7,16        |
| Exprimés       | Exprimés               | Exprimés       | 8 279        | 96,32        | 6 742       | 92,84       |

### Canton de Créteil-Sud
| Candidats      | Candidats               | Étiquette      | Premier tour | Premier tour | Second tour | Second tour |
| Candidats      | Candidats               | Étiquette      | Voix         | %            | Voix        | %           |
| -------------- | ----------------------- | -------------- | ------------ | ------------ | ----------- | ----------- |
|                | Laurent Cathala         | PS             | 4 272        | 43,71        | 4 752       | 60,13       |
|                | Marie-Michelle Bataille | RPR            | 1 925        | 19,70        | 3 151       | 39,87       |
|                | Bruno Serignat          | FN             | 1 418        | 14,51        |             |             |
|                | Jean-Jacques Porcheron  | PCF            | 813          | 8,32         |             |             |
|                | Philippe Devisme        | GE             | 758          | 7,76         |             |             |
|                | Catherine Calmet        | Verts          | 587          | 6,01         |             |             |
|                |                         |                |              |              |             |             |
| Inscrits       | Inscrits                | Inscrits       | 16 553       | 100,00       | 16 553      | 100,00      |
| Abstention     | Abstention              | Abstention     | 6 494        | 39,23        | 8 117       | 49,04       |
| Votants        | Votants                 | Votants        | 10 059       | 60,77        | 8 436       | 50,96       |
| Blancs et nuls | Blancs et nuls          | Blancs et nuls | 286          | 2,84         | 533         | 6,32        |
| Exprimés       | Exprimés                | Exprimés       | 9 773        | 97,16        | 7 903       | 93,68       |

### Canton de Fontenay-sous-Bois-Est
| Candidats      | Candidats          | Étiquette      | Premier tour | Premier tour |
| Candidats      | Candidats          | Étiquette      | Voix         | %            |
| -------------- | ------------------ | -------------- | ------------ | ------------ |
|                | Louis Bayeurte*    | PCF            | 5 043        | 55,09        |
|                | Raymond Archambeau | RPR            | 1 587        | 17,34        |
|                | Marcelle Dupre     | FN             | 1 112        | 12,15        |
|                | Michèle Carre      | Verts          | 590          | 6,45         |
|                | Hervé Poirier      | PS             | 558          | 6,10         |
|                | Stéphane Mandron   | EXG            | 264          | 2,88         |
|                |                    |                |              |              |
| Inscrits       | Inscrits           | Inscrits       | 14 843       | 100,00       |
| Abstention     | Abstention         | Abstention     | 5 483        | 36,94        |
| Votants        | Votants            | Votants        | 9 360        | 63,06        |
| Blancs et nuls | Blancs et nuls     | Blancs et nuls | 206          | 2,20         |
| Exprimés       | Exprimés           | Exprimés       | 9 154        | 97,80        |

*sortant

### Canton d'Ivry-sur-Seine-Est
| Candidats      | Candidats              | Étiquette      | Premier tour | Premier tour | Second tour | Second tour |
| Candidats      | Candidats              | Étiquette      | Voix         | %            | Voix        | %           |
| -------------- | ---------------------- | -------------- | ------------ | ------------ | ----------- | ----------- |
|                | Annie Canacos*         | PCF            | 3 740        | 47,46        | 4 086       | 67,45       |
|                | Colette Demoulin       | RPR            | 1 268        | 16,09        | 1 972       | 32,55       |
|                | Jean-Louis Span        | PS             | 940          | 11,93        |             |             |
|                | Eric Fornal            | FN             | 861          | 10,93        |             |             |
|                | Jean-Paul Deleage      | Verts          | 673          | 8,54         |             |             |
|                | Marie-Christine Defait | EXG            | 398          | 5,05         |             |             |
|                |                        |                |              |              |             |             |
| Inscrits       | Inscrits               | Inscrits       | 11 881       | 100,00       | 11 881      | 100,00      |
| Abstention     | Abstention             | Abstention     | 3 717        | 31,29        | 5 403       | 45,48       |
| Votants        | Votants                | Votants        | 8 164        | 68,71        | 6 478       | 54,52       |
| Blancs et nuls | Blancs et nuls         | Blancs et nuls | 284          | 3,48         | 420         | 6,48        |
| Exprimés       | Exprimés               | Exprimés       | 7 880        | 96,52        | 6 058       | 93,52       |

*sortant

### Canton d'Ivry-sur-Seine-Ouest
| Candidats      | Candidats           | Étiquette      | Premier tour | Premier tour |
| Candidats      | Candidats           | Étiquette      | Voix         | %            |
| -------------- | ------------------- | -------------- | ------------ | ------------ |
|                | Roger Grevoul*      | PCF            | 4 830        | 54,66        |
|                | Edouard Gros-Dubois | UDF            | 1 174        | 13,29        |
|                | Marcel Comin        | FN             | 815          | 9,22         |
|                | Georges Lepage      | PS             | 792          | 8,96         |
|                | Christian Brett     | Verts          | 558          | 6,31         |
|                | Daniel Monaury      | GE             | 516          | 5,84         |
|                | Jacqueline Petitot  | UDF            | 152          | 1,72         |
|                |                     |                |              |              |
| Inscrits       | Inscrits            | Inscrits       | 13 364       | 100,00       |
| Abstention     | Abstention          | Abstention     | 4 230        | 31,65        |
| Votants        | Votants             | Votants        | 9 134        | 68,35        |
| Blancs et nuls | Blancs et nuls      | Blancs et nuls | 297          | 3,25         |
| Exprimés       | Exprimés            | Exprimés       | 8 837        | 96,75        |

*sortant

### Canton de Maisons-Alfort-Nord
| Candidats      | Candidats            | Étiquette      | Premier tour | Premier tour | Second tour | Second tour |
| Candidats      | Candidats            | Étiquette      | Voix         | %            | Voix        | %           |
| -------------- | -------------------- | -------------- | ------------ | ------------ | ----------- | ----------- |
|                | Roger Coursier       | RPR            | 4 118        | 41,63        | 4 420       | 52,92       |
|                | Philippe Olivier     | FN             | 1 890        | 19,11        | 1 686       | 20,18       |
|                | Daniel Scimeca       | PS             | 1 541        | 15,58        | 2 247       | 26,90       |
|                | Patrick Join-Lambert | GE             | 906          | 9,16         |             |             |
|                | Martine Sevegrand    | Verts          | 734          | 7,42         |             |             |
|                | Claude Gautier       | PCF            | 703          | 7,11         |             |             |
|                |                      |                |              |              |             |             |
| Inscrits       | Inscrits             | Inscrits       | 15 150       | 100,00       | 15 150      | 100,00      |
| Abstention     | Abstention           | Abstention     | 4 899        | 32,34        | 6 405       | 42,28       |
| Votants        | Votants              | Votants        | 10 251       | 67,66        | 8 745       | 57,72       |
| Blancs et nuls | Blancs et nuls       | Blancs et nuls | 359          | 3,50         | 392         | 4,48        |
| Exprimés       | Exprimés             | Exprimés       | 9 892        | 96,50        | 8 353       | 95,52       |

### Canton de Maisons-Alfort-Sud
| Candidats      | Candidats          | Étiquette      | Premier tour | Premier tour | Second tour | Second tour |
| Candidats      | Candidats          | Étiquette      | Voix         | %            | Voix        | %           |
| -------------- | ------------------ | -------------- | ------------ | ------------ | ----------- | ----------- |
|                | Michel Herbillon*  | UDF            | 5 400        | 47,69        | 6 994       | 79,06       |
|                | Alain Bonparis     | FN             | 2 027        | 17,90        | 1 853       | 20,94       |
|                | Maire-Odile Dufour | PS             | 1 473        | 13,01        |             |             |
|                | Michel Hartmann    | GE             | 862          | 7,61         |             |             |
|                | Gérard Mathieu     | Verts          | 802          | 7,08         |             |             |
|                | Robert Janssoone   | PCF            | 760          | 6,71         |             |             |
|                |                    |                |              |              |             |             |
| Inscrits       | Inscrits           | Inscrits       | 17 150       | 100,00       | 17 150      | 100,00      |
| Abstention     | Abstention         | Abstention     | 5 441        | 31,73        | 7 260       | 42,33       |
| Votants        | Votants            | Votants        | 11 709       | 68,27        | 9 890       | 57,67       |
| Blancs et nuls | Blancs et nuls     | Blancs et nuls | 385          | 3,29         | 1 043       | 10,55       |
| Exprimés       | Exprimés           | Exprimés       | 11 324       | 96,71        | 8 847       | 89,45       |

*sortant

### Canton de Nogent-sur-Marne
| Candidats      | Candidats         | Étiquette      | Premier tour | Premier tour | Second tour | Second tour |
| Candidats      | Candidats         | Étiquette      | Voix         | %            | Voix        | %           |
| -------------- | ----------------- | -------------- | ------------ | ------------ | ----------- | ----------- |
|                | Jacques Martin*   | RPR            | 5 142        | 47,90        | 6 065       | 79,69       |
|                | Jean Luciani      | FN             | 1 692        | 15,76        | 1 546       | 20,31       |
|                | Philippe Decrulle | PS             | 1 314        | 12,24        |             |             |
|                | Loic Le Guenedal  | GE             | 1 217        | 11,34        |             |             |
|                | Michel Laval      | Verts          | 967          | 9,01         |             |             |
|                | Charles Narwa     | PCF            | 402          | 3,75         |             |             |
|                |                   |                |              |              |             |             |
| Inscrits       | Inscrits          | Inscrits       | 16 468       | 100,00       | 16 468      | 100,00      |
| Abstention     | Abstention        | Abstention     | 5 426        | 32,95        | 7 607       | 46,19       |
| Votants        | Votants           | Votants        | 11 042       | 67,05        | 8 861       | 53,81       |
| Blancs et nuls | Blancs et nuls    | Blancs et nuls | 308          | 2,79         | 1 250       | 14,11       |
| Exprimés       | Exprimés          | Exprimés       | 10 734       | 97,21        | 7 611       | 85,89       |

*sortant

### Canton du Perreux-sur-Marne
| Candidats      | Candidats                 | Étiquette      | Premier tour | Premier tour |
| Candidats      | Candidats                 | Étiquette      | Voix         | %            |
| -------------- | ------------------------- | -------------- | ------------ | ------------ |
|                | Gilles Carrez*            | RPR            | 6 159        | 52,68        |
|                | Marie-Thérèse Anceau      | FN             | 1 691        | 14,46        |
|                | Jacques Aubert            | PS             | 1 357        | 11,61        |
|                | Chantal Thenault          | GE             | 804          | 6,88         |
|                | Valérie Suder             | Verts          | 611          | 5,23         |
|                | Pierre Scotto d'Apollonia | PCF            | 590          | 5,05         |
|                | Gérard Massip             | Verts          | 479          | 4,10         |
|                |                           |                |              |              |
| Inscrits       | Inscrits                  | Inscrits       | 18 224       | 100,00       |
| Abstention     | Abstention                | Abstention     | 6 280        | 34,46        |
| Votants        | Votants                   | Votants        | 11 944       | 65,54        |
| Blancs et nuls | Blancs et nuls            | Blancs et nuls | 253          | 2,12         |
| Exprimés       | Exprimés                  | Exprimés       | 11 691       | 97,88        |

*sortant

### Canton de Saint-Maur-des-Fossés-Centre
| Candidats      | Candidats            | Étiquette      | Premier tour | Premier tour | Second tour | Second tour |
| Candidats      | Candidats            | Étiquette      | Voix         | %            | Voix        | %           |
| -------------- | -------------------- | -------------- | ------------ | ------------ | ----------- | ----------- |
|                | Bernard Vincens      | DVD            | 5 197        | 40,24        | 6 924       | 100,00      |
|                | Jean-Jacques Julien* | RPR            | 2 698        | 20,89        | Retrait     | Retrait     |
|                | Gérard Foor          | FN             | 1 434        | 11,10        |             |             |
|                | Michel Flodrops      | PS             | 1 152        | 8,92         |             |             |
|                | Claude Truchot       | GE             | 967          | 7,49         |             |             |
|                | Alain Benoit         | Verts          | 721          | 5,58         |             |             |
|                | Alexis Chirokoff     | PCF            | 535          | 4,14         |             |             |
|                | Jean-Paul Mathiss    | DVD            | 212          | 1,64         |             |             |
|                |                      |                |              |              |             |             |
| Inscrits       | Inscrits             | Inscrits       | 19 043       | 100,00       | 19 043      | 100,00      |
| Abstention     | Abstention           | Abstention     | 5 722        | 30,05        | 10 141      | 53,25       |
| Votants        | Votants              | Votants        | 13 321       | 69,95        | 8 902       | 46,75       |
| Blancs et nuls | Blancs et nuls       | Blancs et nuls | 405          | 3,04         | 1 978       | 22,22       |
| Exprimés       | Exprimés             | Exprimés       | 12 916       | 96,96        | 6 924       | 77,78       |

*sortant

### Canton de Saint-Maur-des-Fossés-Ouest
| Candidats      | Candidats          | Étiquette      | Premier tour | Premier tour |
| Candidats      | Candidats          | Étiquette      | Voix         | %            |
| -------------- | ------------------ | -------------- | ------------ | ------------ |
|                | Claude Bouchet*    | UDF            | 5 729        | 57,05        |
|                | Sylvie Deleplanque | PS             | 1 328        | 13,22        |
|                | Michel Gineste     | Verts          | 1 280        | 12,75        |
|                | Michel Viot        | FN             | 1 230        | 12,25        |
|                | Gérard Mauritius   | PCF            | 475          | 4,73         |
|                |                    |                |              |              |
| Inscrits       | Inscrits           | Inscrits       | 15 342       | 100,00       |
| Abstention     | Abstention         | Abstention     | 4 939        | 32,19        |
| Votants        | Votants            | Votants        | 10 403       | 67,81        |
| Blancs et nuls | Blancs et nuls     | Blancs et nuls | 361          | 3,47         |
| Exprimés       | Exprimés           | Exprimés       | 10 042       | 96,53        |

*sortant

### Canton de Valenton
| Candidats      | Candidats           | Étiquette      | Premier tour | Premier tour | Second tour | Second tour |
| Candidats      | Candidats           | Étiquette      | Voix         | %            | Voix        | %           |
| -------------- | ------------------- | -------------- | ------------ | ------------ | ----------- | ----------- |
|                | Maurice Lamy*       | PCF            | 2 046        | 34,39        | 2 886       | 54,92       |
|                | Christian Husson    | RPR            | 1 159        | 19,48        | 1 450       | 27,59       |
|                | Roland Thouvenot    | FN             | 1 153        | 19,38        | 919         | 17,49       |
|                | Antoine Pons        | PS             | 777          | 13,06        |             |             |
|                | Jean-Michel Sirjean | Verts          | 430          | 7,23         |             |             |
|                | Michel Blaviel      | GE             | 384          | 6,45         |             |             |
|                |                     |                |              |              |             |             |
| Inscrits       | Inscrits            | Inscrits       | 9 480        | 100,00       | 9 480       | 100,00      |
| Abstention     | Abstention          | Abstention     | 3 288        | 34,68        | 3 904       | 41,18       |
| Votants        | Votants             | Votants        | 6 192        | 65,32        | 5 576       | 58,82       |
| Blancs et nuls | Blancs et nuls      | Blancs et nuls | 243          | 3,92         | 321         | 5,76        |
| Exprimés       | Exprimés            | Exprimés       | 5 949        | 96,08        | 5 255       | 94,24       |

*sortant

### Canton de Villejuif-Ouest
| Candidats      | Candidats            | Étiquette      | Premier tour | Premier tour | Second tour | Second tour |
| Candidats      | Candidats            | Étiquette      | Voix         | %            | Voix        | %           |
| -------------- | -------------------- | -------------- | ------------ | ------------ | ----------- | ----------- |
|                | Pierre-Yves Cosnier* | PCF            | 3 089        | 39,92        | 4 065       | 62,34       |
|                | Bernard Florida      | UDF            | 1 351        | 17,46        | 2 456       | 37,66       |
|                | Jean-Pierre Malen    | FN             | 1 057        | 13,66        |             |             |
|                | Jean-Pierre Domenc   | PS             | 888          | 11,48        |             |             |
|                | Alain Lipietz        | Verts          | 716          | 9,25         |             |             |
|                | Noël Aivazian        | GE             | 637          | 8,23         |             |             |
|                |                      |                |              |              |             |             |
| Inscrits       | Inscrits             | Inscrits       | 12 617       | 100,00       | 12 617      | 100,00      |
| Abstention     | Abstention           | Abstention     | 4 557        | 36,12        | 5 609       | 44,46       |
| Votants        | Votants              | Votants        | 8 060        | 63,88        | 7 008       | 55,54       |
| Blancs et nuls | Blancs et nuls       | Blancs et nuls | 322          | 4,00         | 487         | 6,95        |
| Exprimés       | Exprimés             | Exprimés       | 7 738        | 96,00        | 6 521       | 93,05       |

*sortant

### Canton de Villejuif-Est
| Candidats      | Candidats             | Étiquette      | Premier tour | Premier tour | Second tour | Second tour |
| Candidats      | Candidats             | Étiquette      | Voix         | %            | Voix        | %           |
| -------------- | --------------------- | -------------- | ------------ | ------------ | ----------- | ----------- |
|                | Jean-Louis Laterasse* | PCF            | 2 389        | 33,21        | 3 698       | 61,23       |
|                | François Bigot        | RPR            | 1 312        | 18,24        | 2 342       | 38,77       |
|                | Thierry Auriat        | FN             | 991          | 13,78        |             |             |
|                | Daniel Lepeltier      | PS             | 837          | 11,63        |             |             |
|                | Yvette Buhr           | Verts          | 608          | 8,45         |             |             |
|                | Jean-Luc Guillier     | GE             | 534          | 7,42         |             |             |
|                | André Mimran          | DVD            | 523          | 7,27         |             |             |
|                |                       |                |              |              |             |             |
| Inscrits       | Inscrits              | Inscrits       | 11 814       | 100,00       | 11 874      | 100,00      |
| Abstention     | Abstention            | Abstention     | 4 335        | 36,69        | 5 412       | 45,58       |
| Votants        | Votants               | Votants        | 7 479        | 63,31        | 6 462       | 54,42       |
| Blancs et nuls | Blancs et nuls        | Blancs et nuls | 285          | 3,81         | 422         | 6,53        |
| Exprimés       | Exprimés              | Exprimés       | 7 194        | 96,19        | 6 040       | 93,47       |

*sortant

### Canton de Villeneuve-Saint-Georges
| Candidats      | Candidats          | Étiquette      | Premier tour | Premier tour | Second tour | Second tour |
| Candidats      | Candidats          | Étiquette      | Voix         | %            | Voix        | %           |
| -------------- | ------------------ | -------------- | ------------ | ------------ | ----------- | ----------- |
|                | Laurent Dutheil    | PS             | 1 371        | 21,84        | 3 311       | 65,24       |
|                | Jacques Planche    | PCF            | 1 154        | 18,38        | Retrait     | Retrait     |
|                | Bénédicte Vinel    | FN             | 996          | 15,87        | 1 764       | 34,76       |
|                | Roger Gresil       | UDF            | 897          | 14,29        |             |             |
|                | Jean-Francois Copé | RPR            | 768          | 12,24        |             |             |
|                | Philippe Gaudin    | DVD            | 432          | 6,88         |             |             |
|                | Didier Collet      | Verts          | 336          | 5,35         |             |             |
|                | Christian Huot     | GE             | 323          | 5,15         |             |             |
|                | Jean Pecoup        | PS             | 0            | 0,00         |             |             |
|                |                    |                |              |              |             |             |
| Inscrits       | Inscrits           | Inscrits       | 9 257        | 100,00       | 9 257       | 100,00      |
| Abstention     | Abstention         | Abstention     | 2 791        | 30,15        | 3 567       | 38,53       |
| Votants        | Votants            | Votants        | 6 466        | 69,85        | 5 690       | 61,47       |
| Blancs et nuls | Blancs et nuls     | Blancs et nuls | 189          | 2,92         | 615         | 10,81       |
| Exprimés       | Exprimés           | Exprimés       | 6 277        | 97,08        | 5 075       | 89,19       |

### Canton de Vincennes-Est
| Candidats      | Candidats        | Étiquette      | Premier tour | Premier tour | Second tour | Second tour |
| Candidats      | Candidats        | Étiquette      | Voix         | %            | Voix        | %           |
| -------------- | ---------------- | -------------- | ------------ | ------------ | ----------- | ----------- |
|                | Pierre Souweine* | UDF            | 3 951        | 41,80        | 5 669       | 79,62       |
|                | Paul Simier      | FN             | 1 410        | 14,92        | 1 451       | 20,38       |
|                | Michel Sulter    | PS             | 1 386        | 14,66        |             |             |
|                | Frédéric Venant  | Verts          | 810          | 8,57         |             |             |
|                | Guy Quinson      | DVD            | 728          | 7,70         |             |             |
|                | Pierre Roudier   | GE             | 717          | 7,58         |             |             |
|                | Jean Moulin      | PCF            | 451          | 4,77         |             |             |
|                |                  |                |              |              |             |             |
| Inscrits       | Inscrits         | Inscrits       | 14 393       | 100,00       | 14 393      | 100,00      |
| Abstention     | Abstention       | Abstention     | 4 678        | 32,50        | 6 520       | 45,30       |
| Votants        | Votants          | Votants        | 9 715        | 67,50        | 7 873       | 54,70       |
| Blancs et nuls | Blancs et nuls   | Blancs et nuls | 262          | 2,70         | 753         | 9,56        |
| Exprimés       | Exprimés         | Exprimés       | 9 453        | 97,30        | 7 120       | 90,44       |

*sortant